# Marine Gauthier
Pour les articles homonymes, voir Gauthier.
Marine Gauthier, née le 23 janvier 1990 à Saint-Étienne, est une skieuse alpine française, licenciée au Club des sports de Tignes. 

## Biographie
Elle a fait ses débuts en Coupe du monde le 24 janvier 2009 à Cortina d'Ampezzo lors d'une descente avec une 55e place. 
Le 6 mars 2009 elle remporte le titre de championne du monde junior de descente à Garmisch-Partenkirchen puis celui de super G l'année suivante à Megève.
Après 50 départs en Coupe du monde, dont 11 places dans le top 30, elle décide de mettre un terme à sa carrière sportive en avril 2015.
Elle est la sœur de Tiffany Gauthier.

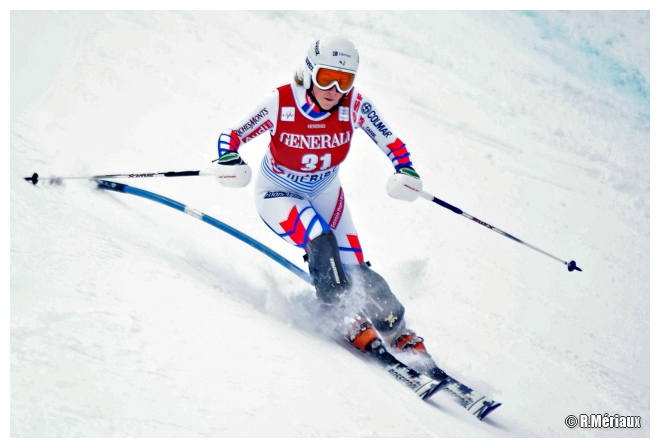
Marine Gauthier dans la manche de slalom de l'épreuve de Coupe du monde de super combiné de Meribel 2013.

## Palmarès

### Coupe du monde
- Meilleur classement général : 96e en 2012.
- Meilleur résultat : 18e.

| Saison/Classement | Général | Général | Descente | Descente | Super G | Super G | Combiné | Combiné |
| Saison/Classement | Class.  | Points  | Class.   | Points   | Class.  | Points  | Class.  | Points  |
| ----------------- | ------- | ------- | -------- | -------- | ------- | ------- | ------- | ------- |
| 2010-2011         | 116e    | 8       | 47e      | 6        | 51e     | 2       | -       | -       |
| 2011-2012         | 96e     | 19      | 40e      | 19       | -       | -       | -       | -       |
| 2012-2013         | 107e    | 9       | -        | -        | -       | -       | 34e     | 9       |
| 2013-2014         | 102e    | 13      | 42e      | 13       | -       | -       | -       | -       |

### Championnats du monde junior
| Épreuve / Édition | Formigal 2008 (junior) | Garmisch 2009 (junior) | Mont Blanc 2010 (junior) |
| Descente          | 11e                    | Or                     | 12e                      |
| Super G           | Abandon                | Abandon                | Or                       |

### Championnats de France

#### Elite
Vice-championne de France de descente en 2010

#### Jeunes
4 titres de Championne de France